# 国鉄タム8100形貨車
国鉄タム8100形貨車（こくてつタム8100がたかしゃ）は、かつて日本国有鉄道（国鉄）及び1987年（昭和62年）4月の国鉄分割民営化後は日本貨物鉄道（JR貨物）に在籍した私有貨車（タンク車）である。

## 概要
本形式は、（飲用）アルコール専用の15 t積二軸貨車である。1961年（昭和36年）12月18日に1両（タム8100）が富士重工業で新製され、1968年（昭和43年）6月12日から1978年（昭和53年）10月24日にかけて3ロット10両（タム8101 - タム8110）がタム3700形メタノール専用車（タム3739、タム3715、タム3729、タム3730、タム3732、タム3733、タム3716、タム3734、タム3756、タム3761）から専用種別変更のうえ改番された。臨時専用種別変更としなかったのは、法令により有毒物質であるメタノールと共用ができないためである。
走り装置は、当初から二段リンク式で、最高速度は75 km/hである。台枠は、長さ7,500 mmの平台枠である。
最終時の所有者は内外輸送、常備駅は浮島町駅と東小倉駅であった。
1979年（昭和54年）10月より化成品分類番号「燃31」（燃焼性の物質、引火性液体、危険性度合2（中））が標記された。
1987年（昭和62年）4月の国鉄分割民営化時には7両がJR貨物に継承されたが、1988年（昭和63年）度に3両、1995年（平成7年）度に2両、1996年（平成8年）度に残った2両（タム8100・タム8109）が廃車となり、形式消滅した。
タンク体は、普通鋼（SS400）製、ドーム付きのキセ（外板）なし直胴タイプで、内部にはエポキシ樹脂塗装が施されている。タンク体の長さは6,950 mm、内径は1,900 mm（タム8100）である。荷役方式は、積込はマンホールから行う上入れ式、荷卸しは吐出管による下出し式である。塗色は、黒。
全長は8,300 mm、全幅は2,284 mm、全高は3,706 mm、軸距は4,500 mm、自重は11.6 t、換算両数は積車2.6、空車1.2、車軸は12 t長軸であった。